# Majid bin Abdullah Al Qasabi
Majid bin Abdullah Al Qasabi (Gidá, 1960) é o ministro do Comércio da Arábia Saudita, estando no cargo desde maio de 2016. Ele exerceu também interinamente o cargo de ministro de Mídia, de fevereiro de 2020 a março de 2023.

## Infância e educação
Majid Bin Abdullah Al Qasabi nasceu em Gidá em 1959. Seu pai, Abdullah bin Othman Al Qasabi, era um proeminente empresário e proprietário imobiliário saudita.
Majid Al Qasabi prosseguiu sua educação universitária nos Estados Unidos, recebendo o diploma de bacharel em engenharia civil em 1981 pela Universidade de Portland. Em 1982 ele obteve um mestrado em engenharia civil pela UC Berkeley, seguido por outro mestrado em gerenciamento de engenharia e um doutorado em gerenciamento de engenharia pela University of Missouri-Rolla (agora Missouri University of Science and Technology), obtido em 1985.
Al Qasabi lecionou entre 1987 e 1998 como professor assistente na King Abdulaziz University, no Departamento de Engenharia Industrial.

## Carreira
Em 1998, Al Qasabi deixou a Universidade King Abdulaziz para se tornar secretário-geral da Câmara de Comércio e Indústria de Jeddah, cargo que ocupou até 2002.
Em 2002, ele atuou como diretor-geral da Fundação Sultan bin Abdulaziz Al Saud e tornou-se conselheiro do Tribunal do Príncipe Herdeiro em 2010, e presidente de Assuntos Especiais do Príncipe Herdeiro Sultan e seus dois sucessores entre 2011 e 2014.
Al Qasabi foi nomeado ministro de Assuntos Sociais da Arábia Saudita por decreto real em 29 de janeiro de 2015. Nos primeiros 100 dias da sua nomeação, um centro de estudos e pesquisas chamado Nama (crescimento em árabe) foi criado em Riade, para dar seguimento a todas as iniciativas do Ministério de Assuntos Sociais. Ele também ficou encarregado pelo Ministério de Assuntos Municipais, Rurais e da Habitação entre 2018 e 2020, além do seu papel como ministro do Comércio.

### Ministro interino de Mídia
Ele foi nomeado por decreto real em 25 de fevereiro de 2020 como ministro interino da Mídia, substituindo Turki Al Shabana no cargo.

### Ministro do Comércio e Investimentos
Al Qasabi foi nomeado ministro do Comércio e Investimento em 7 de maio de 2016 por decreto real, substituindo Tawfig Al Rabiah no cargo.
Liderando o ministério, Al Qasabi está encarregado de implementar a reforma estrutural de acordo com o plano nacional Vision 2030 da Arábia Saudita. Conseqüentemente, o provedor de licenças de investimento estrangeiro do país, a Autoridade Geral de Investimentos da Arábia Saudita (SAGIA), foi incorporado ao ministério de comércio e investimento.
Em 2016, a Autoridade Geral para Pequenas e Médias Empresas foi estabelecida e realizou sua primeira reunião de diretoria em novembro de 2016. A autoridade foi estabelecida pelo Conselho de Ministros e chefiada por Al Qasabi.
Sob sua liderança, a Arábia Saudita permitiu a propriedade total de investidores estrangeiros em empresas pertencentes aos setores de saúde e educação no país, bem como empresas de serviços de engenharia.

### Outras responsabilidades
- Membro dos conselhos de várias grandes instituições de caridade sauditas
- Membro do Conselho de Administração da Autoridade Portuária Saudita
- Membro do Alto Comissariado para o Desenvolvimento de Ha'il
- Membro do Fundo do Centenário
- Membro do Conselho de Assuntos Econômicos e de Desenvolvimento (Arábia Saudita)